# Amanda Pritchard
Amanda Pritchard est une haute fonctionnaire britannique et une conseillère de politique publique devenue directrice générale du National Health Service (NHS) pour l'Angleterre depuis le 1er août 2021. Elle a tenu divers rôles au sein du NHS auparavant,.

## Biographie

### Jeunesse et formation
Amanda Pritchard est née dans le Somerset et son père John Pritchard est par la suite évêque de l'Église d'Angleterre. Elle est diplômée de l'université d'Oxford avec un diplôme en histoire moderne.

### Carrière
En 2002, elle est gestionnaire au sein du NHS Foundation Trust pour le Chelsea and Westminster Hospital,,. De 2005 à 2006, Amanda Pritchard est responsable du secteur de la santé dans un institut de politique publique qui conseille le Premier ministre de l’époque, Tony Blair, avant de retourner à la NHS Foundation Trust du Chelsea and Westminster Hospital en 2006 en tant que directrice générale adjointe ,. Six ans plus tard, elle rejoint la NHS Foundation Trust qui gère Guy's Hospital and St Thomas' Hospital en tant que directrice d'exploitation et en devient la première femme directrice générale en 2015.
Le 5 juin 2019, Amanda Pritchard est nommée directrice d'exploitation du NHS pour l'Angleterre et directrice générale de NHS Improvement (en). Devenue de fait directrice générale adjointe du NHS,  elle dirige l'institution durant la pandémie de Covid-19 au Royaume-Uni et le déploiement du programme de vaccination contre la Covid-19.
Longtemps pressentie pour remplacer Lord Stevens en tant que directrice générale du NHS, il est annoncé le 28 juillet 2021 qu'Amanda Pritchard sera nommée prochaine directrice générale du NHS pour l'Angleterre. Elle prend ses fonctions le 1er août 2021, devenant la première femme dans ce rôle.